# Piatykory
Piatykory (ukr. П'ятикори, Pjatykory) – wieś na Ukrainie, w obwodzie wołyńskim, w rejonie włodzimierskim. W 2001 roku liczyła 405 mieszkańców.
Do 2020 w rejonie łokackim. 